# Apterostigma dentigerum
Apterostigma dentigerum (лат.) — вид примитивных муравьёв-грибководов (Attini) рода Apterostigma из подсемейства Myrmicinae. 

## Распространение
Центральная и Южная Америка: от Гондураса до Бразилии и Колумбии.

## Описание
Мелкие муравьи коричневого цвета. Фронтальные доли при фронтальном взгляде с сильным углом или заднебоковым выступом; латерально-вентральный край фронтальной лобной доли синусоидальный: выпуклый кзади и загнут к спине, без вентральной кривизны; проподеум сбоку с антеродорсальным профилем длинный и постепенно очень выпуклый, сзади короче и более изогнутый.  Усики рабочих и самок 11-члениковые, у самцов состоят из 12 сегментов. Нижнечелюстные щупики 3-члениковые, нижнегубные щупики состоят из двух сегментов (формула щупиков 3,2). Стебелёк между грудкой и брюшком состоит из двух члеников: петиоля и постпетиоля (последний отделён от брюшка), жало развито, куколки голые (без кокона). Петиоль вытянутый, без явного узелка.

## Таксономия
Вид был впервые описан в 1925 году американским мирмекологом Уильямом Уилером.